# Orthocentrus spurius
Orthocentrus spurius är en stekelart som beskrevs av Johann Ludwig Christian Gravenhorst 1829. Orthocentrus spurius ingår i släktet Orthocentrus och familjen brokparasitsteklar. Arten är reproducerande i Sverige. Inga underarter finns listade i Catalogue of Life.